# Srednja Dobrava
Srednja Dobrava je naselje u slovenskoj Općini Radovljici. Srednja Dobrava se nalazi u pokrajini Gorenjskoj i statističkoj regiji Gorenjskoj. 

## Stanovništvo
Prema popisu stanovništva iz 2002. godine naselje je imalo 112 stanovnika.